# Phronima
Phronima es un género de crustáceos anfípodos de la familia de las Phronimidae conocidos vulgarmente como anfípodos pram o gambas de cristal. Son pequeños y traslúcidos, de mar profundo, Recuerda a un camarón con cabeza, ojos, mandíbulas y patas con pinzas. Phronima vive en el mar a grandes profundidades, y usualmente solo es visto por la tripulación de submarinos; no mide más de 25 mm de largo. Es carnívoro; comen plancton pequeño. P. sedentaria frecuentemente usa Salpidae muertos como refugio.

## En la cultura popular
Las Phronimas fueron utilizadas como inspiración para el diseño del Xenomorfo de la saga Alien
- Datos: Q1761575
- Especies: Phronima